# RNAS Portland (HMS Osprey)

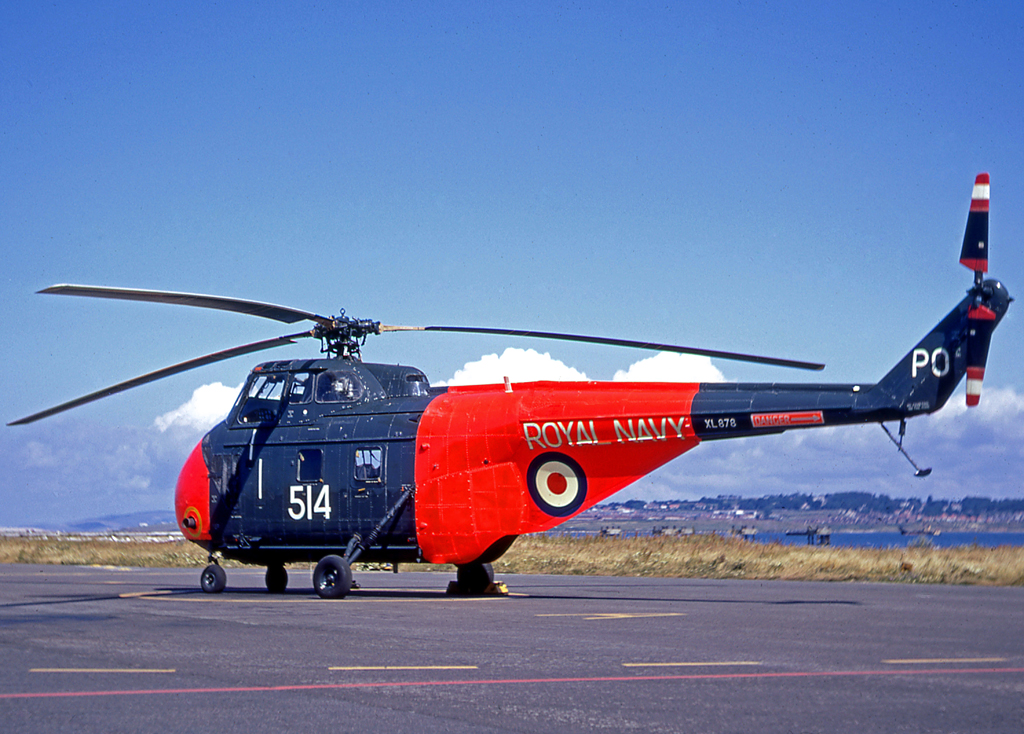
Helicóptero de rescate SAR en la base aérea RNAS Portland.

RNAS Portland fue una base aérea de la Marina Real británica desde 1917.
El lugar fue construido en 1917 bajo el nombre de HMS Serepta como una base aérea dentro de los confines del Puerto de Pórtland. En 1919, el Escuadrón N.º 241 de la Real Fuerza Aérea británica (formado a partir de los vuelo RNAS que salían y llegaban a la base en 1918) se disolvió y las operaciones aéreas cesaron.
En 1946, Hoverfly R-4Bs se trasladó al lugar y convirtió los campos de juego de la base en zonas para el aterrizaje, transformándola en un moderno helipuerto. El 14 de abril de 1959, el Escuadrón Aéreo 815 voló hasta allí con sus 12 naves desde RNAS Eglinton y la estación fue formalmente designada HMS Osprey el 24 de abril.
La base fue mejorando gradualmente al pasar los años, con la adhesión de una pista principal y nuevas áreas de aterrizaje. En ella aterrizaron vuelos de helicópteros tales como el Westland Wasp, el Westland Wessex y el Westland Lynx.
La Marina Real la cerró el 31 de marzo de 1999.
- Datos: Q7277160
- Multimedia: RNAS Portland (HMS Osprey) / Q7277160